# Schrankia lugubralis
Schrankia lugubralis là một loài bướm đêm trong họ Erebidae.